# Clemens Riedel (Politiker)
Clemens Riedel (* 23. August 1914 in Breslau, Provinz Schlesien; † 17. Juni 2003 in Bensheim) war ein deutscher Politiker (CDU).

## Leben und Beruf
Riedel wurde als Sohn eines Bäckermeisters geboren. Nach der Mittleren Reife an der Theodor-Körner-Mittelschule in Breslau absolvierte er seit 1929 eine Bäckerlehre im elterlichen Betrieb. Seine Gesellenjahre verbrachte er in Wien, Liegnitz und Berlin; 1935 legte er die Meisterprüfung ab. 1938 gründete er eine eigene Bäckerei und Konditorei in Breslau, die er bis zur Vertreibung aus Schlesien im Oktober 1945 unterhielt. Daneben engagierte er sich in der katholischen Kirche, war von 1933 bis 1939 Mitglied der Breslauer Kolpingsfamilie und von 1936 bis 1939 deren Diözesansenior in der Erzdiözese Breslau.
Nach seiner Ausweisung siedelte Riedel als Heimatvertriebener in die Sowjetische Besatzungszone über und arbeitete vorübergehend als Gewerbelehrer an einer Berufsschule in Dresden. Seit 1946 war er Geschäftsführer einer Großbäckerei in Erfurt, die jedoch 1948 zum Volkseigenen Betrieb (VEB) erklärt wurde. Ein Jahr darauf verließ er die DDR und siedelte in die BRD über.
Riedel ließ sich 1949 in Frankfurt am Main nieder und wurde dort Inhaber eines neuerrichteten Bäckerei-, Konditorei- und Cafébetriebes. Er engagierte sich erneut in der Kolpingsfamilie und war von 1951 bis 1956 deren Bezirkssenior in der Diözese Limburg. Darüber hinaus betätigte er sich in zahlreichen Vertriebenenorganisationen. So war er von 1966 bis 1989 Sprecher der Arbeitsgemeinschaft katholischer Vertriebenenorganisationen, von 1969 bis 1973 Präsident der Schlesischen Landesversammlung und von 1976 bis 1989 stellvertretender Vorsitzender des Katholischen Flüchtlingsrates in Deutschland. Von 1959 bis 1985 war er zunächst Vizepräsident, von 1985 bis 1992 dann Präsident des Heimatwerkes Schlesischer Katholiken. Zuletzt wirkte er als Ehrenpräsident des Heimatwerkes.

## Partei
Riedel trat 1945 in die CDU ein und war von 1946 bis 1948 Mitglied des Erfurter Kreisvorstandes der Partei. Er gehörte von 1946 bis 1949 dem Landesvorstand der CDU Thüringen an und war dort Vorsitzender des Landwirtschaftsausschusses. Über die Exil-CDU wechselte er 1952 in den Kreisvorstand der CDU Frankfurt/Main. Von 1954 bis 1970 war er Vorsitzender des Mittelstandsausschusses der CDU Hessen.

## Abgeordneter
Riedel gehörte dem Deutschen Bundestag von 1957 bis 1972 an. Er war stets über die Landesliste Hessen ins Parlament eingezogen. Von 1965 bis 1973 war er Mitglied des Europäischen Parlamentes.

## Ehrungen
- Bundesverdienstkreuz am Bande
- 1972: Verdienstkreuz 1. Klasse der Bundesrepublik Deutschland
- 1980: Großes Verdienstkreuz der Bundesrepublik Deutschland
- Silvesterorden
- St.-Hedwigs-Medaille des Apostolischen Visitators Breslau